# Бањевац (Крупањ)
Бањевац је насеље у Србији у општини Крупањ у Мачванском округу. Према попису из 2022. било је 411 становника.

## Демографија
У насељу Бањевац живи 386 пунолетних становника, а просечна старост становништва износи 37,9 година (38,3 код мушкараца и 37,5 код жена). У насељу има 135 домаћинстава, а просечан број чланова по домаћинству је 3,70.
Ово насеље је великим делом насељено Србима (према попису из 2002. године).
|  |

| Демографија | Демографија | Демографија |
| Година      | Становника  | Становника  |
| ----------- | ----------- | ----------- |
| 1948.       | 669         |             |
| 1953.       | 648         |             |
| 1961.       | 606         |             |
| 1971.       | 605         |             |
| 1981.       | 519         |             |
| 1991.       | 525         | 524         |
| 2002.       | 500         | 510         |

| Етнички састав према попису из 2002.‍ | Етнички састав према попису из 2002.‍ | Етнички састав према попису из 2002.‍ | Етнички састав према попису из 2002.‍ | Етнички састав према попису из 2002.‍ |
| ------------------------------------ | ------------------------------------ | ------------------------------------ | ------------------------------------ | ------------------------------------ |
|                                      |                                      |                                      |                                      |                                      |
| Срби                                 | Срби                                 |                                      | 499                                  | 99,8%                                |
| непознато                            | непознато                            |                                      | 1                                    | 0,2%                                 |

| Година пописа     | 1948. | 1953. | 1961. | 1971. | 1981. | 1991. | 2002. |
| ----------------- | ----- | ----- | ----- | ----- | ----- | ----- | ----- |
| Број домаћинстава | 90    | 100   | 108   | 127   | 123   | 143   | 135   |

| Број чланова      | 1  | 2  | 3  | 4  | 5  | 6  | 7 | 8 | 9 | 10 и више | Просек |
| ----------------- | -- | -- | -- | -- | -- | -- | - | - | - | --------- | ------ |
| Број домаћинстава | 18 | 24 | 16 | 36 | 18 | 14 | 5 | 3 | 1 | 0         | 3,70   |

| Пол    | Укупно | Неожењен/Неудата | Ожењен/Удата | Удовац/Удовица | Разведен/Разведена | Непознато |
| ------ | ------ | ---------------- | ------------ | -------------- | ------------------ | --------- |
| Мушки  | 203    | 64               | 127          | 9              | 2                  | 1         |
| Женски | 203    | 34               | 128          | 35             | 5                  | 1         |
| УКУПНО | 406    | 98               | 255          | 44             | 7                  | 2         |

| Пол    | Укупно                    | Пољопривреда, лов и шумарство | Рибарство                            | Вађење руде и камена | Прерађивачка индустрија       |
| ------ | ------------------------- | ----------------------------- | ------------------------------------ | -------------------- | ----------------------------- |
| Мушки  | 110                       | 39                            | 0                                    | 0                    | 37                            |
| Женски | 56                        | 20                            | 0                                    | 0                    | 25                            |
| УКУПНО | 166                       | 59                            | 0                                    | 0                    | 62                            |
| Пол    | Производња и снабдевање   | Грађевинарство                | Трговина                             | Хотели и ресторани   | Саобраћај, складиштење и везе |
| Мушки  | 1                         | 4                             | 9                                    | 6                    | 2                             |
| Женски | 0                         | 0                             | 5                                    | 1                    | 0                             |
| УКУПНО | 1                         | 4                             | 14                                   | 7                    | 2                             |
| Пол    | Финансијско посредовање   | Некретнине                    | Државна управа и одбрана             | Образовање           | Здравствени и социјални рад   |
| Мушки  | 0                         | 2                             | 5                                    | 0                    | 0                             |
| Женски | 0                         | 0                             | 2                                    | 1                    | 0                             |
| УКУПНО | 0                         | 2                             | 7                                    | 1                    | 0                             |
| Пол    | Остале услужне активности | Приватна домаћинства          | Екстериторијалне организације и тела | Непознато            | Непознато                     |
| Мушки  | 0                         | 0                             | 0                                    | 5                    | 5                             |
| Женски | 0                         | 0                             | 0                                    | 2                    | 2                             |
| УКУПНО | 0                         | 0                             | 0                                    | 7                    | 7                             |